# The IT Crowd/Episodenliste
Diese Episodenliste enthält alle Episoden der britischen Comedyserie The IT Crowd, sortiert nach der britischen Erstausstrahlung. Die Fernsehserie umfasst vier Staffeln mit 24 Episoden sowie eine letzte Spezialfolge.

## Staffel 1
| Nr. (ges.) | Nr. (St.) | Deutscher Titel       | Originaltitel               | Erstausstrahlung UK | Deutschsprachige Erstausstrahlung (D) | Regie                               | Drehbuch       |
| --- | --------- | --------------------- | --------------------------- | ------------------- | ------------------------------------- | ----------------------------------- | -------------- |
| 1 | 1         | Schnee von gestern    | Yesterday’s Jam             | 3. Feb. 2006        | 20. Sep. 2009                         | Graham Linehan & Ben Gosling Fuller | Graham Linehan |
| Der technisch unfähige Boss Denholm wird von Jen beim Vorstellungsgespräch getäuscht und so wird sie aufgrund ihrer geschönten Angaben im Lebenslauf als Leiterin der IT-Abteilung eingestellt. Roy und Moss, die zwei Techniker dieser Abteilung, finden allerdings schnell heraus, dass Jen keine Ahnung von Computern hat. Sie wollen dies Denholm melden, entscheiden sich aber dagegen, als sie Zeuge werden, wie Denholm eine ganze Abteilung wegen fehlender Teamfähigkeit feuert. Nachdem Roy von einer verärgerten Frau, der er zuvor beim Support äußerst schlecht geholfen hatte, verprügelt worden ist, macht sich Jen schließlich als „Relationship Manager“ nützlich und versucht, die Beliebtheit der IT-Abteilung zu steigern. |           |                       |                             |                     |                                       |                                     |                |
| 2 | 2         | Die Stress-Maschine   | Calamity Jen                | 3. Feb. 2006        | 27. Sep. 2009                         | Graham Linehan & Ben Gosling Fuller | Graham Linehan |
| Denholm, der Chef der Firma, erklärt "Stress" den Krieg. Moss und Roy müssen deswegen ein Stressseminar besuchen. Jen kauft währenddessen Schuhe, in die sie sich „verliebt“ hat. Sie schämt sich vor der Verkäuferin wegen ihrer großen Füße und kauft die Schuhe mehrere Nummern zu klein. Die Schuhe und ein Feuer verursachen schließlich viel Chaos und Stress im IT-Büro. |           |                       |                             |                     |                                       |                                     |                |
| 3 | 3         | Roy, der Mistkerl     | Fifty-Fifty                 | 10. Feb. 2006       | 4. Okt. 2009                          | Graham Linehan & Ben Gosling Fuller | Graham Linehan |
| Jen beeindruckt den Sicherheitswächter Daniel mit der Beantwortung all seiner Musikfragen – durch Raten. Roy und Moss erfinden eine gefährliche Person, um Leute auf eine Online-Dating-Seite zu ködern und so eine Wette zu gewinnen. Die Dinge laufen fürchterlich schief, als Daniel bemerkt, dass Jen nur geraten hatte und er in der Fernseh-Show „Who Wants to Be a Millionaire?“ verliert. |           |                       |                             |                     |                                       |                                     |                |
| 4 | 4         | Die verbotene Tür     | The Red Door                | 17. Feb. 2006       | 11. Okt. 2009                         | Graham Linehan & Ben Gosling Fuller | Graham Linehan |
| Während Roy unter einem Schreibtisch festhängt und Moss um Hilfe bittet, nutzt Jen die Zeit, um hinter das Geheimnis der „roten Tür“ zu gelangen. Sie entdeckt schließlich Richmond, einen einsamen Goth. Richmond war Denholms rechte Hand, bis er seine Liebe zu Cradle of Filth entdeckte und zu einem Goth wurde. Jen versucht, ihm seinen alten Job wiederzubeschaffen, während Roy versucht, nicht zu einem „Schreibtisch-Rammler“ zu werden. |           |                       |                             |                     |                                       |                                     |                |
| 5 | 5         | Die Super-Lüge        | The Haunting of Bill Crouse | 24. Feb. 2006       | 18. Okt. 2009                         | Graham Linehan & Ben Gosling Fuller | Graham Linehan |
| Jen geht mit dem Kollegen Bill Crouse aus, was sich als großer Flop herausstellt. Deswegen soll Moss Bill im Büro abwimmeln. Das erledigt Moss auch, allerdings mit einer außergewöhnlichen Lüge. Er verkündet, Jen sei tot. Bill erzählt daraufhin herum, dass er der letzte Mann gewesen sei, der mit Jen geschlafen habe. Währenddessen erzählt Moss Jen, um die ganzen Gedenkblumen vor dem Büro zu erklären, dass sie zur Mitarbeiterin des Monats ernannt worden sei. Aufgrund einiger Zwischenfälle denkt Bill, dass er von Jens Geist verfolgt wird. Große Verwirrung tritt auf, als Jen auf ihrer eigenen Gedenkfeier auftaucht. |           |                       |                             |                     |                                       |                                     |                |
| 6 | 6         | Besuch von Tante Irma | Aunt Irma Visits            | 3. März 2006        | 25. Okt. 2009                         | Graham Linehan & Ben Gosling Fuller | Graham Linehan |
| Jens Menstruation („Tante Irma“) hat unerwartete Auswirkungen auf die gesamte Abteilung: Sie ist schlechter Laune, Moss fühlt sich seltsam, Roy bricht in Tränen aus und sogar Richmond fühlt sich trübseliger. Die Heilung, ein Frauenabend mit Duftkerzen und „Dirty Dancing“, rettet den Tag, bis sie auf der Büroparty auftauchen und es am nächsten Tag ein böses Erwachen gibt. |           |                       |                             |                     |                                       |                                     |                |

## Staffel 2
| Nr. (ges.) | Nr. (St.) | Deutscher Titel        | Originaltitel              | Erstausstrahlung UK | Deutschsprachige Erstausstrahlung (D) | Regie                              | Drehbuch       |
| --- | --------- | ---------------------- | -------------------------- | ------------------- | ------------------------------------- | ---------------------------------- | -------------- |
| 7 | 1         | Der Betriebsausflug    | The Work Outing            | 24. Aug. 2007       | 2. Nov. 2009                          | Graham Linehan & Barbara Wiltshire | Graham Linehan |
| Jen wird von einem Kollegen ins Theater eingeladen, den Roy und Moss für schwul halten, nicht zuletzt wegen des Titels des Stücks, „Gay! – A Gay Musical“. Natürlich kommen die beiden ebenfalls mit. In der Pause wollen sie Wasser lassen, können aber wegen des starrenden „Toilettenmannes“ nicht. Als Roy auf dem Behinderten-WC versehentlich die Notfall-Kordel zieht, gibt er vor, dass er behindert sei und sein Rollstuhl gestohlen wurde, während Moss unfreiwillig zum Angestellten rekrutiert wird, nachdem er die Angestelltentoilette benutzte. Jen überzeugt das Verhalten ihres „Dates“ immer mehr davon, dass er wirklich schwul ist, was er schließlich auch zugibt. Er interessierte sich nur für Jen, da sie für ihn „wie ein Mann“ aussieht. |           |                        |                            |                     |                                       |                                    |                |
| 8 | 2         | Wem die Stunde schlägt | Return of the Golden Child | 31. Aug. 2007       | 9. Nov. 2009                          | Graham Linehan & Barbara Wiltshire | Graham Linehan |
| Als seine „kreative Buchführung“ auffliegt, begeht Denholm Selbstmord, indem er vor seinen Angestellten aus dem Fenster springt. Pippin, Denholms Nachfolger, besucht Jen, um ihr zu eröffnen, dass er die IT-Abteilung hasst und sie so bald wie möglich schließen wird. Währenddessen denkt Roy aufgrund eines Online-Tests, dass er nächsten Donnerstag um 15 Uhr sterben werde, was genau während Denholms Beerdigung wäre. Wenige Sekunden nach 15 Uhr hat Roy scheinbar einen Herzanfall, was sich aber doch nur als sein von Moss aufgemotzter Handy-Vibrationsalarm herausstellt. Das Testaments-Video eines rauchenden Denholm bringt Jen dazu, wieder mit dem Rauchen anzufangen. Daraufhin stürmt Denholms untergetauchter Sohn Douglas in die Kirche, flirtet intensiv mit Jen, wird von Denholm in einem zweiten Video zum neuen Chef der Firma bestimmt und feuert Pippin. |           |                        |                            |                     |                                       |                                    |                |
| 9 | 3         | Moss und der Deutsche  | Moss and the German        | 7. Sep. 2007        | 15. Nov. 2009                         | Graham Linehan & Barbara Wiltshire | Graham Linehan |
| Die Episode beginnt damit, dass Moss und Roy zusammen einen illegal erworbenen Vampirfilm anschauen wollen. Doch Roys Wohnung ist zu eng und der Abstand zum großen Fernseher zu gering. Außerdem versucht ein Bekannter von Roy, ihm das Ende des Filmes zu verraten, und der Fernseher geht kaputt. Plötzlich wird sich Moss bewusst, dass er und Roy sehr viel Zeit zusammen verbringen und sie sich wie ein altes Ehepaar verhalten. Er verlässt aufgewühlt Roys Wohnung. Am folgenden Tag empfiehlt Jen, dass die beiden andere Leute treffen sollten und so eigenen Interessen nachgehen könnten. Moss meldet sich daraufhin auf eine Kontaktanzeige eines Deutschen, die er für ein Kochkursangebot hält. Derweil bietet Douglas, der neue Chef der Firma, Roy an, den Film bei ihm zu Hause anzuschauen. Doch das funktioniert nicht recht, weil Douglas andauernd lästige Vermutungen über das Ende des Filmes anstellt. Der Kochkurs von Moss stellt sich als nicht sehr harmlos heraus, denn der Deutsche Johann bietet eigentlich keinen Kochkurs an, sondern ist ein Kannibale und sucht jemanden, den er kochen und verspeisen kann. Dies ist eine Anspielung auf den „Kannibalen von Rotenburg“, Armin Meiwes. Nachdem sich das Missverständnis geklärt hat, schauen sich Moss und Johann zusammen einen Film an, wovon Moss Roy und Jen am nächsten Tag berichtet. Während Jen empört ist und die Polizei rufen will, ist Roy hingegen begeistert von der Beschreibung des Fernsehers und schmiedet mit Moss den Plan, am selben Abend unter dem Vorwand, Roy wolle verspeist werden, noch einmal zu Johann zu gehen, um endlich den Vampirfilm anschauen zu können. Aber auch dieses Mal werden sie gestört und wegen Besitzes einer Schwarzkopie von der Polizei verhaftet. Jen kämpft in dieser Episode mit ihrer wieder aufgeflammten Zigarettensucht. Früher galt das Rauchen von Zigaretten als cool, während es heute verpönt ist und die Raucherorte an immer abgelegenere Orte verlagert werden. Deshalb gibt Jen schließlich das Rauchen wieder auf. |           |                        |                            |                     |                                       |                                    |                |
| 10 | 4         | Kein perfektes Dinner  | The Dinner Party           | 14. Sep. 2007       | 22. Nov. 2009                         | Graham Linehan & Barbara Wiltshire | Graham Linehan |
| Jen hat eine neue Liebe gefunden und gibt eine Party zusammen mit ihrem neuen Freund Peter und sechs ihrer Freunde. Dummerweise kommt allen eingeladenen Männern kurz vor der Feier noch etwas dazwischen. Daher lädt Jen nach langem Zögern Roy, Moss und Richmond zur Party ein. Die Tischnachbarin von Roy ist ein Modell, das sich aber bei einem Autounfall das Gesicht verletzt hat und deshalb nach einer wiederherstellenden Operation einen Verband im Gesicht tragen muss. Roy stellt ihr dauernd Fragen über den genauen Hergang des Unfalls und den Grad der Entstellung ihres Gesichts. Die Tischnachbarin von Moss neigt nach Genuss von Alkohol dazu, sehr aufdringlich zu werden. Moss versucht, auf höfliche Art Abstand zu halten. Die Tischnachbarin von Richmond ist sehr nervös und spricht die ganze Zeit. Sie und Richmond verlieben sich ineinander und lassen ihrer Leidenschaft noch in Jens Wohnung freien Lauf. Während des Abends wird bekannt, dass der volle Name von Jens Freund Peter File (dt. Peter Viel) lautet. Bei unsauberer Aussprache klingt sein Name wie das Wort „paedophile“ (dt. pädophil). Dieser Umstand stört Jen zusehends, sodass sie Peter am Flughafen sitzen lässt, statt mit ihm wie geplant für ein romantisches Wochenende nach Paris zu fliegen. |           |                        |                            |                     |                                       |                                    |                |
| 11 | 5         | Der Super-BH           | Smoke and Mirrors          | 21. Sep. 2007       | 29. Nov. 2009                         | Graham Linehan & Barbara Wiltshire | Graham Linehan |
| Als Jens kneifender Büstenhalter eine Besprechung aus der Bahn geraten lässt, überwindet Moss die Furcht vor Frauenunterwäsche und erfindet einen BH, der garantiert nicht versagen soll. Anfangs gelangt er durch seine Erfindung zu einigem Ruhm, was ihn dazu bewegt, sich ein Pseudonym zuzulegen. Während eines Auftritts bei Newsnight führt dies aber zu einer peinlichen Verwechslung. Es stellt sich dann allerdings auch heraus, dass sein „verbesserter“ BH ein leichtes Hitzeproblem hat. Schlussendlich ruiniert dies auch den Auftritt der drei (Jen als Präsentatorin, Roy als Fitnesstrainer) bei The Dragon’s Den. |           |                        |                            |                     |                                       |                                    |                |
| 12 | 6         | Der Zaubertrank        | Men without Women          | 28. Sep. 2007       | 6. Dez. 2009                          | Graham Linehan & Barbara Wiltshire | Graham Linehan |
| Douglas besorgt von einem Schamanen ein Liebeselixier, um Jen zu verführen, und befördert sie zu seiner persönlichen Assistentin. Moss und Roy erhalten so wieder die volle Kontrolle über ihr Büro und beginnen, die „Liste mit Dingen, die wir nicht tun dürfen, wenn Jen da ist“ abzuarbeiten. Als Douglas versucht, Jen das Mittel, das er von dem Schamanen bekommen hat, einzuflößen, kommt es zu einem Zwischenfall. |           |                        |                            |                     |                                       |                                    |                |

## Staffel 3
| Nr. (ges.) | Nr. (St.) | Deutscher Titel         | Originaltitel   | Erstausstrahlung UK | Deutschsprachige Erstausstrahlung (D) | Regie                          | Drehbuch       |
| --- | --------- | ----------------------- | --------------- | ------------------- | ------------------------------------- | ------------------------------ | -------------- |
| 13 | 1         | Der Alptraum-Handwerker | From Hell       | 21. Nov. 2008       | 13. Dez. 2009                         | Graham Linehan & Richard Boden | Graham Linehan |
| Roy meint, einen bei Jen arbeitenden Handwerker aus der ITV-Serie Builders from Hell (engl.: Handwerker aus der Hölle) zu kennen. Erschrocken von Roys Erzählungen überwacht Jen die Renovierungsarbeiten. Douglas sieht sich mit finanziellen Schwierigkeiten Reynholm Industries’ konfrontiert. |           |                         |                 |                     |                                       |                                |                |
| 14 | 2         | Richtige Männer         | Are We Not Men? | 28. Nov. 2008       | 20. Dez. 2009                         | Graham Linehan & Richard Boden | Graham Linehan |
| In Roy wächst das Bedürfnis, sich ein bisschen mehr mit der Außenwelt zu sozialisieren. Als er Moss dabei beobachtet, wie dieser in perfektem Fußball-Slang Small-Talk mit einem Boten betreibt wird er hellhörig. Moss zeigt ihm eine Website, welche passend zu jedem aktuellen Spiel die wichtigsten Slang-Sätze nicht nur bereithält, sondern auch mit der richtigen Aussprache vorlesen kann. Roy und Moss freunden sich daraufhin in einer Bar mit einigen Fußballfans an. Kurze Zeit später gerät Roy ahnungslos in die Rolle eines Fluchtfahrers bei einem Bankraub, welcher von den vermeintlich neuen Freunden verübt wird. Unterdessen ärgert sich Jen über die Beziehung zu ihrem Freund, da sie den Gedanken nicht loslassen kann, dass er aussehe wie ein Zauberer, nachdem es Moss und Roy mehrfach betonten. |           |                         |                 |                     |                                       |                                |                |
| 15 | 3         | Die Triebhose           | Tramps Like Us  | 5. Dez. 2008        | 27. Dez. 2009                         | Graham Linehan & Richard Boden | Graham Linehan |
| Aufgrund der Ereignisse in der letzten Folge der zweiten Staffel haben Jen, Roy und Moss Schmerzensgeld von Douglas erklagt. Außerdem muss dieser eine Hose tragen, die bei minimaler erotischer Erregung einen Elektroschock aussendet. Roy bestärkt Jen in ihrer Überlegung, in der Firma überflüssig zu sein, worauf sie sich woanders bewirbt. Moss bewirft Roy mit einem Kaffeebecher, weshalb dieser sein T-Shirt ausziehen muss. Während Roy, nur mit Jacke und Hose bekleidet, im Gebäude unterwegs ist, verliert eine ältere Dame das Bewusstsein. Der Sanitäter nötigt Roy, ihr seine Jacke zu geben. Da er sich mit seinem nackten Oberkörper provozierend verhält, wird er vom Sicherheitsdienst aus dem Gebäude geworfen. Er findet Kleidung im Müll, sieht damit aus wie ein Obdachloser und wird auch so behandelt. Jen kommt von einem Vorstellungsgespräch zurück und nimmt Roy wieder mit in die Firma. Dort hat Moss derweil eine Gehirnerschütterung und einen elektrischen Schlag erlitten. Jen entscheidet sich, in der Firma zu bleiben, da die völlig verstörten Roy und Moss offensichtlich doch nicht ohne sie auskommen. |           |                         |                 |                     |                                       |                                |                |
| 16 | 4         | Die Rede                | The Speech      | 12. Dez. 2008       | 3. Jan. 2010                          | Graham Linehan & Richard Boden | Graham Linehan |
| Jen wird „Mitarbeiter des Monats“ und muss deshalb eine Rede vor den Anteilseignern über die Arbeit ihrer Abteilung halten. Da sie keine Ahnung von Computern hat, bittet sie Roy und Moss um Mithilfe. Um Jens Unwissen anzuprangern, bauen die beiden eine schwarze Kiste und erzählen Jen, dass es sich bei der Kiste um das gesamte Internet handelt. Leider funktioniert dieser Plan nur teilweise, da nicht nur Jen durch Unwissen glänzt, sondern auch die ehrfürchtig staunenden Anteilseigner. Douglas hat derweil ein Interview mit April, einer Journalistin, die für das fiktive Magazin „Richest Magazine“ schreibt. Douglas wurde zum „Man of the Year“ gewählt. Er fängt eine Beziehung mit April an. Durch ein Missverständnis entgeht ihm Aprils Geständnis, dass sie früher ein Mann war, und schläft mit ihr. Als sich das Missverständnis später klärt, will er sich erbost von ihr trennen. Die beiden beginnen eine heftige Schlägerei, bei der sie schließlich in den Raum stürzen, wo Jen ihre Rede hält, und den „Kasten mit dem Internet“ zerstören. Chaos bricht aus, alle laufen durcheinander, und Roy und Moss haben doch noch ihren Spaß. |           |                         |                 |                     |                                       |                                |                |
| 17 | 5         | Das soziale Netzwerk    | Friendface      | 19. Dez. 2008       | 10. Jan. 2010                         | Graham Linehan & Richard Boden | Graham Linehan |
| Die Folge beginnt mit einem Werbespot für das fiktive soziale Netzwerk Friendface. Als Roy erfährt, dass Jen Mitglied in diesem Netzwerk ist, beginnt er die Nachteile von sozialen Netzwerken wie beispielsweise Werbung aufzuzählen. Als Jen jedoch erzählt, dass man auf der Plattform Scrabble spielen kann und die hübschen Frauen aus der siebten Etage ebenfalls Mitglieder sind, registrieren sich Moss und Roy sofort. Sie fangen an, nahezu jegliche bürointerne Kommunikation über die Plattform abzuwickeln. Jen beginnt eine Sucht nach der Plattform zu entwickeln und verbringt jede freie Minute davor. Sie hat über Friendface Kontakt mit einer ehemaligen Mitschülerin aufgenommen, mit der sie zum Essen verabredet ist. Als Jen von ihrer beneidenswerten Lebenssituation erfährt, fühlt sie sich unwohl in ihrer Rolle und möchte ihrer ehemaligen Mitschülerin „beweisen“, dass es ihr ähnlich ergangen sei. Sie wird zu einer Party mit ihren einstigen Mitschülerinnen eingeladen und bittet Roy, sich als ihren Ehemann auszugeben. Doch der hat dank Friendface eine Verabredung mit einer unglücklichen früheren Liebschaft. Schließlich überredet Jen Moss, als ihr Mann mit zu der Party zu kommen. Roy versucht seiner Ex zu erklären, dass er sie nicht liebe und entschuldigt sich damit, dass er jetzt mit Jen zusammen sei. Zum Beweis geht er mit ihr zu jener Party, wo Moss und Jen bereits krampfhaft versuchen, ihre „glückliche Ehe“ unter Beweis zu stellen. |           |                         |                 |                     |                                       |                                |                |
| 18 | 6         | Kalender Trottel        | Calendar Geeks  | 26. Dez. 2008       | 24. Jan. 2010                         | Graham Linehan & Richard Boden | Graham Linehan |
| Die attraktiven Mitarbeiterinnen aus dem siebten Stock suchen eine Möglichkeit, Geld für karitative Zwecke zu sammeln. Der zufällig anwesende Roy bietet sich gleich als Fotograf an, als die Idee aufkommt, einen Kalender mit Nacktaufnahmen zu erstellen. Als Jen davon erfährt und niedere Beweggründe vermutet, versucht sie zu verhindern, dass Roy die Mitarbeiterinnen nackt vor die Kamera bekommt. Zuerst sollen die nackten Großmütter der Mitarbeiterinnen à la Kalender Girls das Herz der potenziellen Käufer erweichen. Die meisten Großmütter sind aber schon zu gebrechlich, also versucht Roy, wildfremde alte Frauen zu überreden, sich für seine Kamera auszuziehen. Dies misslingt gründlich, außerdem bekommt Jen nun von Douglas Druck, dass der Kalender ein wirtschaftlicher Erfolg werden müsse. Jen versucht betreten, Roy zurück zu dessen Ursprungsidee mit den hübschen Frauen aus dem siebten Stock zu lotsen, aber nun ist es Roy, der wegen seiner neuen Freundin Bedenken bekommt. Jen überlegt an einer unterhaltsamen Alternative und kommt darauf, dass zurzeit Lachen über „Trottel“ gefragt sei. Also bringt sie Roy dazu, es mit verrückten Wissenschaftlern als Motiven zu versuchen. |           |                         |                 |                     |                                       |                                |                |

## Staffel 4
| Nr. (ges.) | Nr. (St.) | Deutscher Titel            | Originaltitel         | Erstausstrahlung UK | Deutschsprachige Erstausstrahlung (D) | Regie                                           | Drehbuch       |
| --- | --------- | -------------------------- | --------------------- | ------------------- | ------------------------------------- | ----------------------------------------------- | -------------- |
| 19 | 1         | Entertainment-Manager      | Jen the Fredo         | 25. Juni 2010       | 7. Jan. 2011                          | Graham Linehan & Richard Boden                  | Graham Linehan |
| Jen übernimmt den Job des „Entertainment-Managers“ im Unternehmen und hat Probleme, die Wünsche der Geschäftspartner zu befriedigen. Roy trauert seiner zerbrochenen Beziehung nach. Letztlich kann Moss beide Probleme mit einem Rollenspiel lösen. Reynholm versucht währenddessen, seine Auszeichnung als „Shithead of the Year“ loszuwerden. |           |                            |                       |                     |                                       |                                                 |                |
| 20 | 2         | Ich bin kein Fensterputzer | The Final Countdown   | 2. Juli 2010        | 14. Jan. 2011                         | Graham Linehan, Richard Boden & Derek Hallworth | Graham Linehan |
| Nachdem Moss in der Fernsehshow „Countdown“ den neuen Rekord aufgestellt hat, wird er von einem mysteriösen Mann, der sich „Prime“ nennt, in einen Klub eingeladen. Der 8+-Klub ist ausschließlich für ehemalige Countdown-Gäste, welche außergewöhnlich gute Ergebnisse erzielen konnten. Während Moss sich von dem ehemaligen Champion zu einem „Street-Countdown“ herausfordern lässt, versucht Roy vergeblich ein Missverständnis zwischen ihm und einem ehemaligen Schulfreund aufzuklären. Aufgrund eines Treffens in einer ungünstigen Situation machte es nämlich den Anschein, als wäre Roy ein Fensterputzer. |           |                            |                       |                     |                                       |                                                 |                |
| 21 | 3         | Hokus Po-Kuss              | Something Happened    | 9. Juli 2010        | 21. Jan. 2011                         | Graham Linehan, Richard Boden                   | Graham Linehan |
| Roy verletzt sich den Rücken und geht daraufhin zum Masseur, aber sein Besuch dort verläuft anders als gedacht, denn der Masseur gibt ihm einen Kuss auf seinen nackten Allerwertesten. In der Zwischenzeit wird Douglas ein „Spaceologe“ und versucht, all seine Angestellten von einer neuen Religion zu überzeugen. Jen lernt eine Rockband namens Sweet Billy Pilgrim kennen und verliebt sich in den Keyboarder, der nicht in der Lage ist, seine Gefühle zu zeigen. Douglas, als neuer „Spaceologe“, wünscht sich indes einige Sachen von den Sternen: Als Erstes wünscht er sich einen Helikopter (und kauft sich kurz danach einen), als Nächstes wünscht er sich zu lernen, wie man tätowiert (er kauft sich ein Buch namens Mach deine eigenen Tätowierungen und tätowiert sich einen Helikopter) und als Letztes wünscht er sich eine eiserne Hand (sein Tattoo entzündet sich und ihm muss die Hand amputiert werden, dann kauft er sich eine eiserne Hand und setzt sie auf seinen Stumpf). Roy verklagt den Masseur, zerrt ihn vor Gericht und gewinnt. Als Billy Pilgrim aus der Band geworfen wird, verliert Jen das Interesse an ihm. Am Ende übt Douglas den Umgang mit seiner neuen Hand, indem er sein Büro damit zertrümmert, und Moss sagt, dass, wenn er eine eiserne Hand bekommen würde, er sie nur fürs Gute einsetzen würde, und rennt weg. |           |                            |                       |                     |                                       |                                                 |                |
| 22 | 4         | Italienisch für Anfänger   | Italian for Beginners | 16. Juli 2010       | 28. Jan. 2011                         | Graham Linehan, Richard Boden                   | Graham Linehan |
| Jen gibt in einem Meeting damit an, fließend Italienisch zu sprechen und wird als Dolmetscherin für einen eventuellen zukünftigen italienischen Partner ernannt. Telefonisch klappt das, dank einer Übersetzungsmaschine, noch sehr gut, Auge in Auge mit dem Italiener, ohne die Hilfe ihres Laptops, muss Jen improvisieren. Auch Roy hat Probleme: Seine Kollegen wecken Zweifel in ihm, ob die Eltern seiner neuen Freundin wirklich in einer Seelöwenshow in einem Wasserpark bei einem Brand umgekommen sind. Er versucht alles, ihnen – und sich selbst – glaubhaft zu machen, dass man auch von Wasser umgeben in einem Feuer sterben kann. |           |                            |                       |                     |                                       |                                                 |                |
| 23 | 5         | Maurice macht blau         | Bad Boys              | 23. Juli 2010       | 4. Feb. 2011                          | Graham Linehan, Richard Boden                   | Graham Linehan |
| Roy und Moss ziehen nachmittags durch die Stadt, statt zu arbeiten. Besonders der vorbildliche Moss ist davon begeistert und begeht sogar einen Ladendiebstahl. Zurück beim Büro befindet sich am Gehsteig eine vermeintliche Bombe. Moss interessiert sich sehr für den Bergungsroboter und wird daher wegen des Ladendiebstahls verhaftet. |           |                            |                       |                     |                                       |                                                 |                |
| 24 | 6         | Reynholm gegen Reynholm    | Reynholm vs Reynholm  | 30. Juli 2010       | 11. Feb. 2011                         | Graham Linehan, Richard Boden                   | Graham Linehan |
| Panik bricht im Team aus, nachdem während eines Interviews mit Douglas Reynholm dessen totgeglaubte Frau auftaucht und ihn auf den Wert des Unternehmens verklagt. Er nimmt daraufhin Jen, aufgrund seiner wortwörtlichen Interpretation ihrer Stellung (Relationship Manager) als Rechtsberaterin zur Seite. In dem darauffolgenden Gerichtsprozess versucht Douglas mit allen Mitteln, sein Unternehmen zu retten, auch wenn die Aussagen und Reaktionen seiner Mitarbeiter kein wirklich gutes Bild von ihm zeichnen. |           |                            |                       |                     |                                       |                                                 |                |

## Spezial
Am 27. September 2013 wurde auf Channel 4 von IT Crowd eine abschließende Folge in doppelter Länge ausgestrahlt.